# Diptychus maculatus
Diptychus maculatus es una especie de peces de agua dulce de la familia de los ciprínidos.

## Morfología
Los machos pueden llegar alcanzar los 70 cm de longitud total.

## Distribución geográfica
Se encuentra en el Pakistán, India, Tíbet, Nepal y en el territorio de la antigua URSS.